# 阿南町

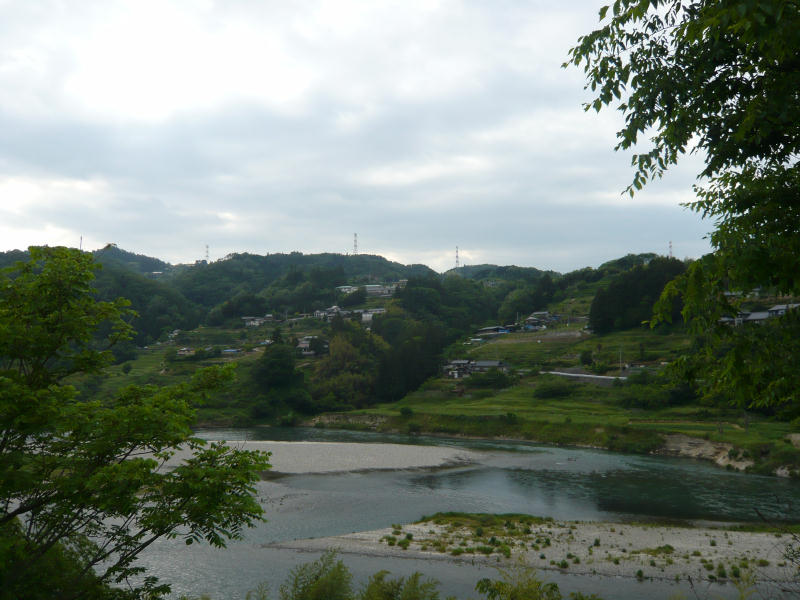
阿南町北条地区。温田駅前より撮影

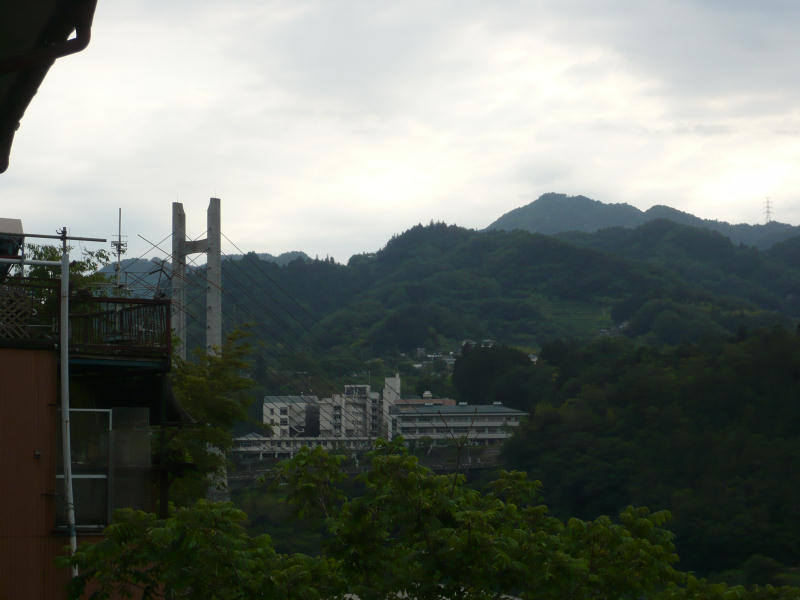
阿南病院と南宮橋

阿南町（あなんちょう）は、長野県の南部、下伊那郡に属する町。中央アルプスに囲まれ、天竜川の右岸にある。

## 概要

### 町名
- 長野県内では地方公共団体の町は「まち」と読むのが通例であるが、阿南町は唯一「ちょう」と読む。これは阿南町に近い東海地方において「ちょう」と読む傾向にあるため、その影響を受けたというのが町役場の見解である[1]。
- アクセントは平板型ではなく中高型の「あなんちょう」。

## 地理

### 山地
主な峠
- 新野峠

### 河川
主な河川
- 天竜川
- 売木川
- 和知野川
- 市瀬川

### 湖沼
主な池
- 深見の池

### 人口
減少傾向であり、同じ郡に属する阿智村、豊丘村、喬木村より少ない。
| |                                        |  |
| 阿南町と全国の年齢別人口分布（2005年） | 阿南町の年齢・男女別人口分布（2005年） |  |
| ■紫色 ― 阿南町 ■緑色 ― 日本全国 | ■青色 ― 男性 ■赤色 ― 女性              |  |
| 阿南町（に相当する地域）の人口の推移 \| 1970年（昭和45年） \| 8,261人 \| \| \| 1975年（昭和50年） \| 7,652人 \| \| \| 1980年（昭和55年） \| 7,290人 \| \| \| 1985年（昭和60年） \| 7,052人 \| \| \| 1990年（平成2年） \| 6,851人 \| \| \| 1995年（平成7年） \| 6,565人 \| \| \| 2000年（平成12年） \| 6,232人 \| \| \| 2005年（平成17年） \| 5,972人 \| \| \| 2010年（平成22年） \| 5,455人 \| \| \| 2015年（平成27年） \| 4,962人 \| \| \| 2020年（令和2年） \| 4,299人 \| \| |                                        |  |
| 総務省統計局 国勢調査より |                                        |  |
| 1970年（昭和45年） | 8,261人                                |  |
| 1975年（昭和50年） | 7,652人                                |  |
| 1980年（昭和55年） | 7,290人                                |  |
| 1985年（昭和60年） | 7,052人                                |  |
| 1990年（平成2年） | 6,851人                                |  |
| 1995年（平成7年） | 6,565人                                |  |
| 2000年（平成12年） | 6,232人                                |  |
| 2005年（平成17年） | 5,972人                                |  |
| 2010年（平成22年） | 5,455人                                |  |
| 2015年（平成27年） | 4,962人                                |  |
| 2020年（令和2年） | 4,299人                                |  |

### 隣接する地域
長野県
- 下伊那郡売木村
- 下伊那郡下條村
- 下伊那郡天龍村
- 下伊那郡阿智村
- 下伊那郡平谷村
- 下伊那郡泰阜村

愛知県
- 北設楽郡豊根村

隣接自治体が全て「村」であり、これは全国唯一の例である。

## 歴史

### 沿革
- 1957年（昭和32年）7月1日 - 大下条村・和合村・旦開村が合併して下伊那郡阿南町が発足。
- 1959年（昭和34年）4月1日 - 富草村と合併し、改めて阿南町が発足。

## 政治

### 行政
- 町長：勝野一成（2014年5月11日就任、3期目）

### 町議会
- 議員定数：12人（任期：2027年4月30日まで）
- 議長：伊藤公市

副議長: 太田直昭

## 施設

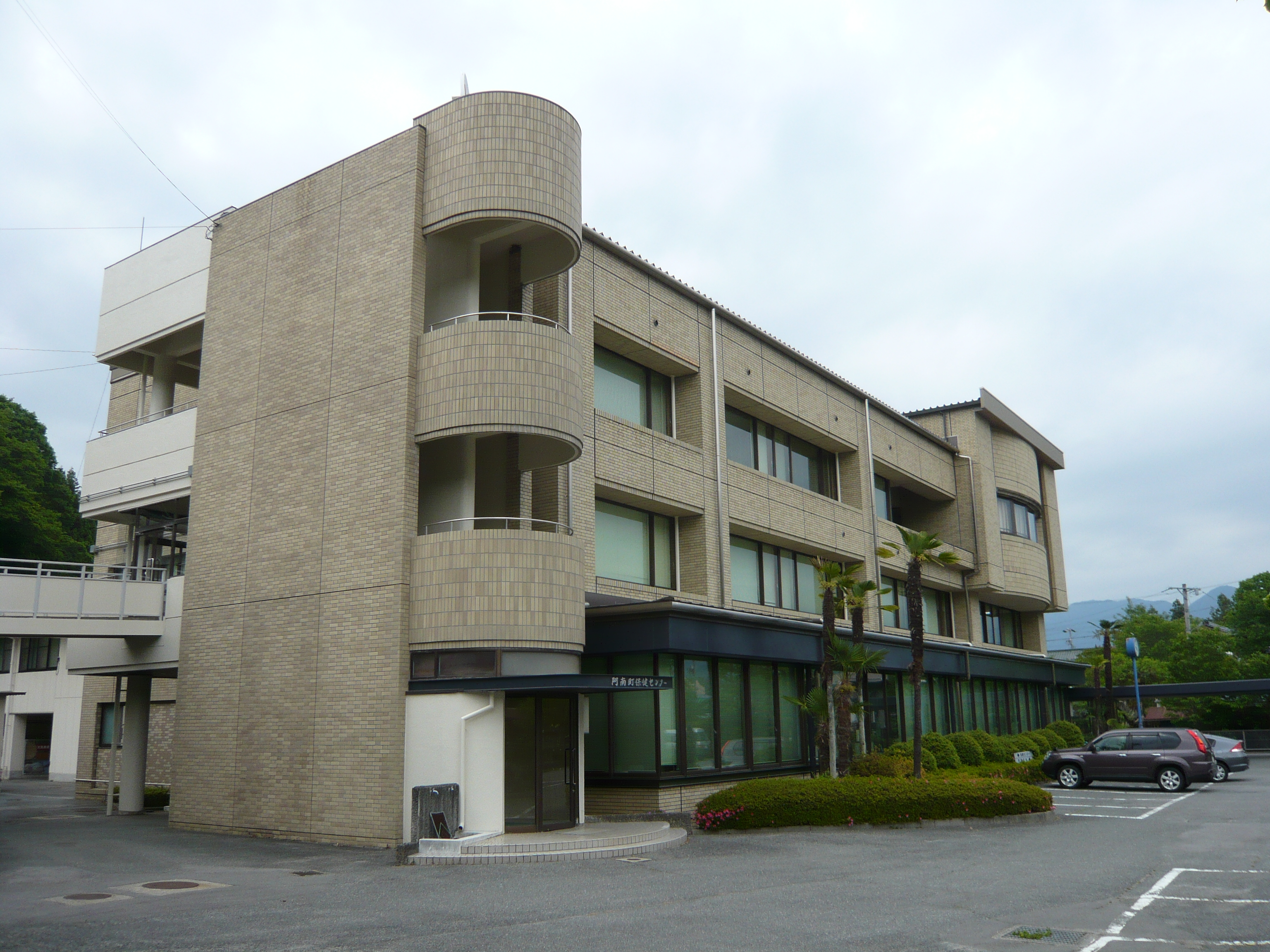
阿南町保健センター

### 警察
- 長野県警察
  - 阿南警察署 - 所在地は阿南町ではなく、泰阜村内にあり、天竜川をはさんで町村境に近い位置にある。

駐在所
- 富草駐在所（富草地区）
- 大下条駐在所（大下条地区）
- 新野駐在所（新野地区）

### 消防
本部
- 南信州広域連合

消防署
- 阿南消防署

### 医療
主な病院
- 長野県立阿南病院

保健センター
- 阿南町保健センター

### 郵便局
主な郵便局
- 旦開郵便局（新野地区）
- 阿南町郵便局（大下条地区）
- 富草郵便局（富草地区）

## 姉妹都市･提携都市

### 国内
- 阿南市（徳島県）
  - 1992年（平成4年）第64回選抜高等学校野球大会に徳島県立新野高等学校が出場した際、阿南町の新野（にいの）少年野球クラブが祝電を送ったことがきっかけで交流が始まった。

## マスメディア

### テレビ局
ケーブルテレビ局
- コミュニケーションネットワーク阿南

### 中継局
- 阿南中継局

## 教育

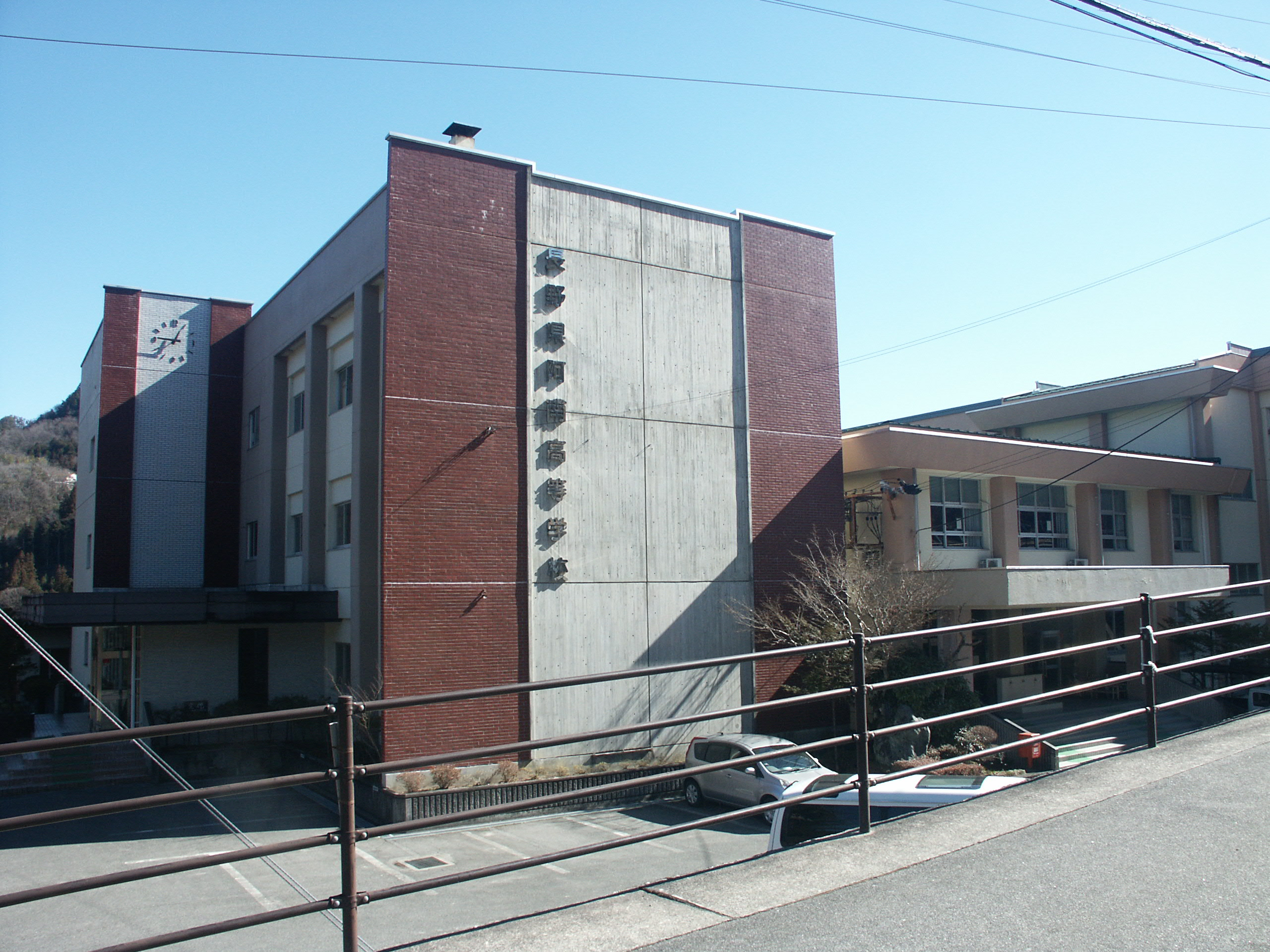
長野県阿南高等学校

### 高等学校
公立
- 長野県阿南高等学校

### 中学校
町立
- 阿南町立阿南第一中学校
- 阿南町立阿南第二中学校

### 小学校
町立
- 阿南町立新野小学校
- 阿南町立大下条小学校
- 阿南町立和合小学校
- 阿南町立富草小学校

### 社会教育
- 阿南町立図書館

## 交通

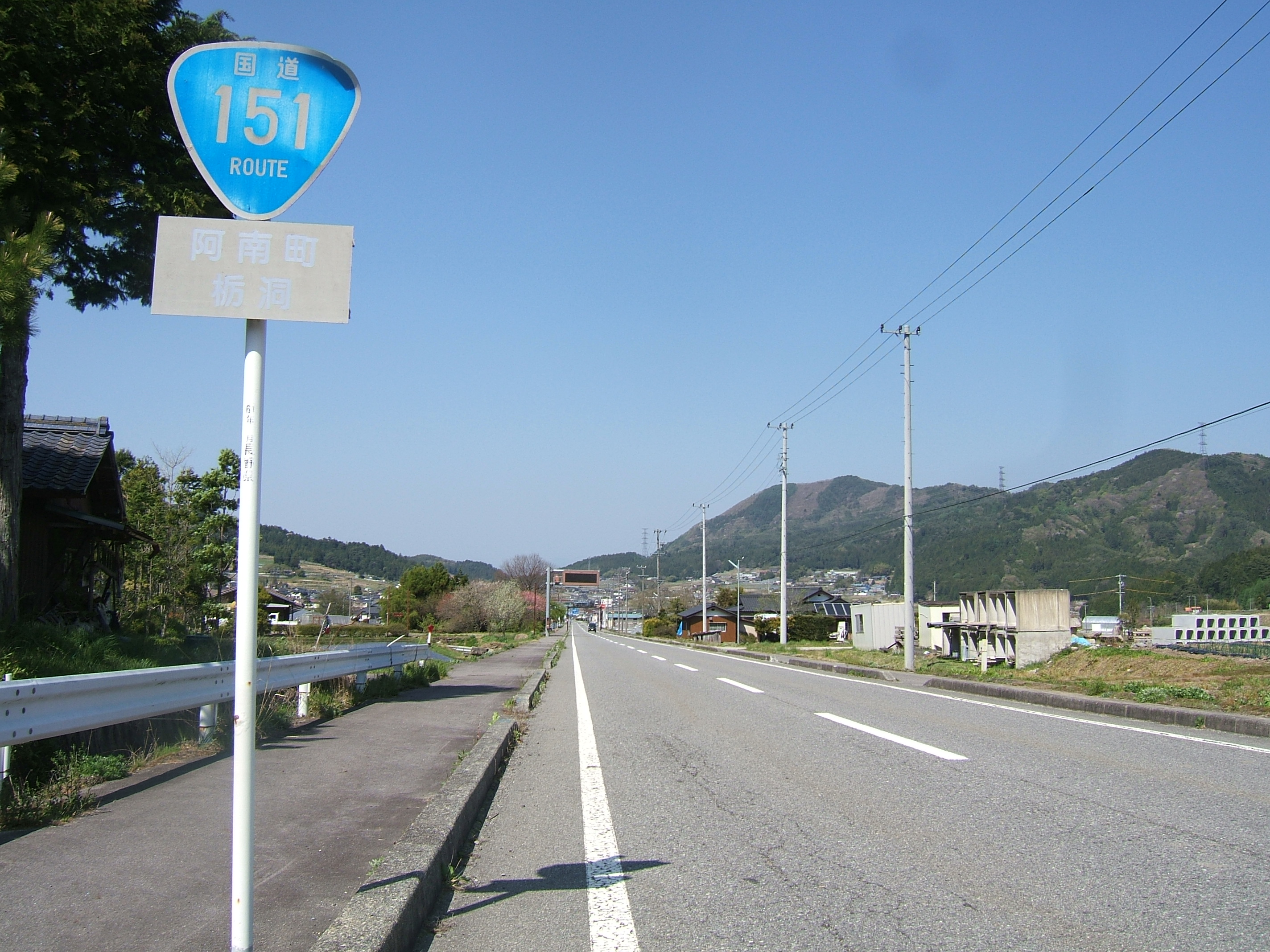
国道151号線と阿南町南部・栃洞地区。
奥の大きな集落は新野地区である

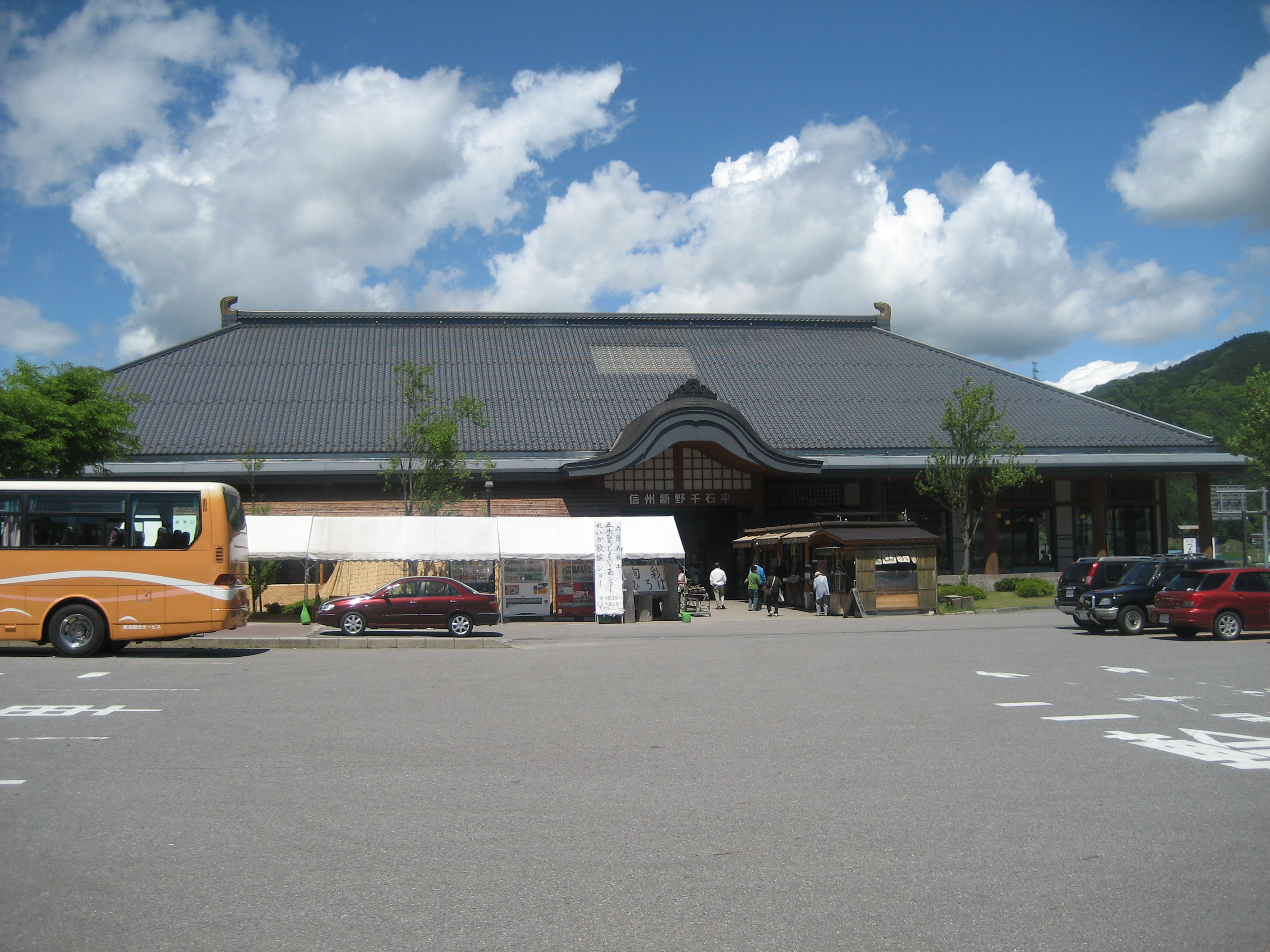
道の駅信州新野千石平

### 鉄道
町内に鉄道駅は無い。隣の泰阜村に所在するJR東海飯田線温田駅・門島駅を利用する。

### バス
路線バス
- 南部公共バス（飯田市～下条村～阿南町～売木村）
- 阿南町民バス

### 道路
国道
- 国道151号（遠州街道）
- 国道418号

主要地方道
- 長野県道1号飯田富山佐久間線
- 長野県道46号阿南根羽線
- 長野県道74号阿南東栄線
- 長野県道83号下条米川飯田線

一般県道
- 長野県道113号粟野御供線
- 長野県道242号粟野門島停車場線
- 長野県道243号深沢阿南線
- 長野県道244号温田停車場早稲田線
- 長野県道430号為栗和合線

道の駅
- 道の駅信州新野千石平

### ナンバープレート
南信州ナンバー
2025年5月7日以降、飯田市、下伊那郡各町村とともに、ご当地ナンバーである南信州ナンバーが割り当てられている。

## 観光

### 名所･旧跡
主な寺院
- 瑞光院（新野地区）
- 関昌寺（富草地区）

主な神社
- 伊豆神社（新野地区）
- 諏訪神社（新野地区）
- 早稲田神社 (大下条地区)
- 古城八幡社（富草地区）

### 観光スポット
- かじかの湯
- 阿南町化石館
- 南宮温泉
- 道の駅信州新野千石平

## 文化

### 祭事･催事
- 新野の雪まつり ‐ 国重要無形民俗文化財。1月13日～15日朝まで行われる五穀豊穣を祈願する祭り。
- 新野の盆踊り - 国重要無形民俗文化財。日本の盆踊りの室町時代の末期に始まった原型とされる[2]。やぐら上の音頭取りの「音頭出し」と踊り子たちの「返し」の掛け合いで進められ、鳴り物を使わない[2]。扇子を持って踊る「すくいさ」で始まり、先祖供養などの願いをこめ、6曲を何度も繰り返して3夜連続で踊り続け、明け方に「能登」で踊り神送りの式を執り行う[2]。2022年11月にユネスコ無形文化遺産に登録された「風流踊」の一つでもある。
- 深見の祇園祭 - 諏訪神社境内にある津島社から神様を神輿に載せて深見池までお連れし、筏に載せる。花火大会が行なわれ、再び神輿を神社へ返し、花火が仕込まれた櫓の周りを男衆が火の粉を浴びながら走り回る。[3]

## 著名な出身者
- 栗生みな（女優、歌手）
- 佐々木孝治（元ユニー社長、元日本チェーンストア協会会長）
- 西尾実（国語学者）
- 南嶌宏（美術評論家）